# Betsucomi
Betsucomi (ベツコミ), anciennement appelé Bessatsu Shōjo Comic (別冊少女コミック), est un magazine de prépublication de mangas mensuel de type shōjo édité par Shōgakukan et créé en mai 1970. Une version deluxe sort également le 24 une fois tous les deux mois.

## Historique
Le magazine Bessatsu Shōjo Comic est créé en mai 1970. Il change de nom le 12 avril 2002 pour Betsucomi.
Son tirage au second trimestre 2012 est de 78 667 exemplaires.